# Palazzo Ridolfi Da Lisca
Palazzo Ridolfi Da Lisca è un edificio civile che sorge lungo stradone Scipione Maffei a Verona, non distante dall'anfiteatro romano, attribuito a Bernardino Brugnoli ed edificato nel corso del XVI secolo.

## Storia
L'edificio venne realizzato nel corso della prima metà del XVI secolo, probabilmente su progetto dell'architetto veronese Bernardino Brugnoli, parente del più noto Michele Sanmicheli. Nel corso dei secoli la struttura subì diverse modifiche, anche se sicuramente la principale fu quella ottocentesca, quando venne ampliata a livello planimetrico e interamente sopraelevata di un piano.
Il fatto storico più rilevante risale al 1797, quando il palazzo fu sede del Consiglio di guerra francese che condannò a morte i protagonisti della rivolta antifrancese conosciuta col nome di Pasque veronesi: Francesco Emilei, Augusto Verità e Giambattista Malenza. Qualche anno dopo, nel 1822, venne inoltre ospitato Mathieu de Montmorency, duca che partecipò al congresso della Santa Alleanza in qualità di capo della delegazione francese.
L'interno dell'edificio fu seriamente compromesso durante la seconda guerra mondiale: il 23 febbraio 1945, infatti, fu colpito dai bombardamenti aerei alleati anche se, fortunatamente, si salvò il salone affrescato da Domenico Brusasorzi. L'edificio, passato in mano pubblica, è stato sede dal 1952 del liceo scientifico Angelo Messedaglia e dal 2008 del liceo delle scienze umane Carlo Montanari.

## Descrizione
L'imponente edificio si caratterizza dal portale bugnato cinquecentesco su cui fu scolpito, nel 1890, lo stemma dei Da Lisca. Qui due colonne di ordine tuscanico sostengono un timpano spezzato in maniera inconsueta: tale soluzione fu scelta per consentire l'inserimento del bassorilievo raffigurante il Ratto di Europa, che è racchiuso ai lati da due erme e in cima da un cartiglio iscritto in caratteri greci.
Agli angoli della facciata si trovano, al piano nobile, due balconi in pietra con parapetti di stile sanmicheliano, che furono però aggiunti nell'Ottocento. Sempre sanmicheliano è il portale murato lungo l'ala prospettante su via Pallone, trasferito nel 1890 in quel punto da palazzo Fiorio dai Fiori (altra proprietà dei Da Lisca) a causa della prevista demolizione dell'edificio, situato in prossimità del ponte Nuovo, dovuto alla realizzazione dei cosiddetti muraglioni.
All'interno si trova il salone affrescato da Domenico Brusasorzi, lungo tra i 12 e i 13 metri e largo tra i 6 e i 7 metri, che nel restauro del palazzo del dopoguerra fu coperto da un soffitto carenato ricomposto da due solai quattrocenteschi provenienti da casa Scopoli, di vicolo Borgo Tascherio. Ma il principale elemento distintivo dell'ambiente è il fregio pittorico, una delle opere più celebrate della pittura veronese tanto da essere stato lodato da Giorgio Vasari, che percorre interamente la stanza ed è alto 2,3 metri: sui lati lunghi e su quello di accesso è raffigurata la Cavalcata di Carlo V e di Clemente VII mentre sulla parete di fondo, interrotta da un monumentale camino con cappa decorata a stucchi attribuito a Bartolomeo Ridolfi, si possono scorgere scene varie.